# Église Saint-André de Saint-Maurice
L'église Saint-André de Saint-Maurice est une église de confession catholique, dédiée à saint André, située dans la commune française de Saint-Maurice et le département du Val-de-Marne,.
L'église reste un mémorial de la guerre 1914-1918. Elle a été rénovée en 2005.

## Situation
L'Église Saint-André de Saint-Maurice est située à l'angle du 59, rue du Val-d'Osne et du 22, avenue de Verdun, en face de l'entrée de l'hôpital national de Saint-Maurice (HNSM, hôpital de rééducation).

## Histoire
Au lendemain de la Première Guerre mondiale, Monsieur et Madame André dits Lemoine, qui avaient perdu leur fils unique au combat le 18 décembre 1914, décidèrent d'acheter un terrain à Saint-Maurice pour y faire élever une église en mémoire de leur fils. Ils donnèrent ce terrain à l'évêché et l'église fut construite entre 1923 et 1931.

## Description
L'église Saint-André est formée sur un plan en croix grecque avec une large nef et deux bas-côtés latéraux. Le chœur de l'église est surmonté par une coupole polygonale.   

### Architecture
L'église fut construite par les architectes Jacquemin et Renaudin. Ils imaginèrent une église avec une façade en briques jaunes et en briques rouges, matériaux souvent employés au XXe siècle entre les deux-guerres. 

#### Le clocher
Le clocher, construit au début des années 1930, est recouvert d'une toiture en ardoise percée de plusieurs lucarnes, sur lequel s'adosse une tourelle.

#### Les cloches
Elles sont au nombre de trois : Sainte Thérèse de l'Enfant Jésus (sonne en mi) ; Jeanne, Maurice, Marguerite, Marie (sonne en fa dièse) ; enfin Anne, Marie, Michèle (sonne en la).

### Décoration

#### Vitraux
Les vitraux, dans un style moderne, datent des années 1930. 
Trois vitraux ont été offerts par des familles d'hommes morts à la guerre 1914-1918 :
- À droite, saint Maurice est représenté sous les traits du sous-lieutenant Maurice Chiquet, mort à Beuchavesnes le 24 septembre 1916 à l'âge de 22 ans.
- Au centre, saint André figure Louis André le fils des donateurs de l'église.
- À gauche sous le vitrail de saint Pierre on peut lire l'inscription suivante : « En mémoire de leur fils Pierre tombé le 20 septembre 1914, à l'âge de 22 ans ».

### Orgue
- Le nouvel instrument à deux claviers, dû au facteur d'orgue Adrien Maciet, est dit "de salon, de conservatoire ou d'église". Adrien Maciet étant décédé, c'est au facteur d'orgue Jean-Pierre Swiderski qu'incombera la tâche d'entretenir l'instrument.

### Lieux de prières
- Louis André est inhumé, ainsi que ses parents (donateurs de l'église), sous l'autel situé à gauche à côté de l'entrée de la sacristie.

### Mobilier

#### Statues
Il y a plusieurs statues dont une de Jeanne d'Arc et une du Sacré Cœur de Jésus.

## Paroisse
Cette paroisse fut créée dans les années 1920, remplaçant celle de l'église Saint-Maurice.
Elle comprend aujourd'hui la célébration en forme ordinaire et en forme extraordinaire, dans l’esprit du motu proprio Summorum Pontificum.